# Bandiera posteriore destra di Qahar
La bandiera posteriore destra di Qahar (察哈尔右翼后旗S, Cháhā'ěr Yòuyì HòuqíP) è una bandiera della Mongolia Interna, regione autonoma della Cina. Essa è amministrata dalla prefettura di Ulaan Chab.